# Escuela Preparatoria Thomas Jefferson (Dallas, Texas)
La Escuela Preparatoria Thomas Jefferson (Thomas Jefferson High School o TJ) es una escuela preparatoria (high school) en el noroeste de Dallas, Texas. Como parte del Distrito Escolar Independiente de Dallas (DISD por sus siglas en inglés), se ubicada cerca del Aeropuerto Dallas Love.

## Historia
En 2007 la preparatoria ganó la infamia a causa de los estudiantes que usan la droga "cheese" (queso),  basada en la heroína. La escuela ganó el apodo "Cheesehead Factory" (fábrica de cheeseheads). Para el año 2012 la administración y los estudiantes ayudaron a reducir el uso de la droga.

## Cultura
Históricamente Jefferson y la Escuela Preparatoria W. T. White eran, y son, "escuelas rivales". En la década de 1970 las dos preparatorias jugaron entre sí en los juegos de regreso a casa ("homecoming games").